# Haute-Guinée
La Haute-Guinée est une région de la république de Guinée située à l'est du Fouta-Djalon, correspondant au bassin du haut-Niger.
Sa traduction anglaise de Upper Guinea désigne parfois un territoire plus vaste, se fondant sur l'utilisation ancienne de l'appellation de « Guinée ».

## Description
La Haute-Guinée constitue l'une des quatre « régions naturelles » du pays qui ne correspondent pas à son découpage administratif (voir subdivision de la Guinée) mais présentent une certaine unité géographique, climatique, ethnique ou linguistique.
Ainsi, c'est une région de hautes plaines, avec une végétation de savane arbustive, majoritairement peuplée de malinkés
Kankan en est la ville principale.